# Impuesto sobre la renta (México)
El impuesto sobre la renta (ISR) en México es un impuesto directo sobre la ganancia obtenida; es decir, por la diferencia obtenida entre el ingreso y las deducciones autorizadas en el ejercicio fiscal. Este impuesto debe ser pagado de manera mensual por medio de los pagos provisionales (a cuenta del impuesto anual) al Servicio de Administración Tributaria, o a las Oficinas Autorizadas por las Entidades Federativas según lo marque la Ley y la normatividad en Materia de Coordinación Fiscal entre la Federación y las Entidades Federativas. 
El impuesto sobre la renta entró en vigor el 1 de enero de 2002, abrogando la ley que había estado vigente desde el 1 de enero de 1981, y en el ejercicio 2013, fue derogada la ley de ISR 2002, surgiendo una nueva ley con vigencia a partir del 1 de enero de 2014 (Diario Oficial de la Federación del 11 de diciembre de 2013). Archivado el 12 de octubre de 2017 en Wayback Machine..

## Sujetos, regímenes y clases
Son sujetos de este cobro todas las personas morales y físicas en los siguientes casos:
1. Residentes en México, respecto de todos sus ingresos cualquiera que sea la ubicación de la fuente de riqueza de donde procedan.
2. Los residentes en el extranjero que tengan un establecimiento permanente en el país mexicano respecto de los ingresos atribuidos a dicho establecimiento permanente.
3. Los residentes en el extranjero, respecto de los ingresos procedentes de fuentes de riqueza situadas en territorio nacional, cuando no tengan un establecimiento permanente en el país, o cuando teniéndolo, dichos ingresos no sean atribuibles a este.

Las personas físicas y personas morales, de acuerdo a su naturaleza y origen de los ingresos, son clasificadas en los siguientes regímenes fiscales:
- Personas Morales:

1. Régimen simplificado.
2. Régimen general de Ley.

- Personas Físicas:

1.-Sueldos y salarios
Las personas físicas que tributan en este Régimen perciben salarios y demás prestaciones derivadas de un trabajo personal subordinado  a disposición de un empleador, incluyendo la participación de utilidades y las indemnizaciones por separación de su empleo.
¿Quienes tributan en este Régimen?
- Funcionarios y trabajadores de la Federación, Entidades Federativas y de los Municipios.
- Miembros de las fuerzas armadas.
- Rendimientos y anticipos a miembros de sociedades cooperativas de producción.
- Anticipos a miembros de sociedades y asociaciones civiles.
- Honorarios a personas que presten servicios a un prestatario en sus instalaciones.
- Los comisionistas o comerciantes que trabajan para empresas personas físicas o personas morales.

2.-Arrendador
Las personas que obtengan ingresos por otorgar en renta o alquiler bienes inmuebles como son:
- Casas habitación
- Departamentos habitacionales
- Edificios
- Locales comerciales
- Bodegas
- Entre otros

3.-Régimen de las personas físicas con actividades empresariales y profesionales.

4.-Régimen de incorporación fiscal.
El Impuesto sobre la renta en las personas físicas, de acuerdo al régimen fiscal, puede ser enterado a la Federación por medio del Servicio de Administración Tributaria o a las diferentes entidades federativas a través de las diversas oficinas autorizadas.
Para todos los sujetos de este, debe de ser presentado tres o cuatro meses después del cierre del ejercicio la declaración anual a través de los siguientes medios:
- Para las personas morales a través del Programa DEM.

- Personas Físicas:

1. A través de Declaración Automática.            REVISAR LINK
2. A través de la aplicación de libre distribución

## Base
Existen ingresos gravados y exentos; por los primeros causan ingresos acumulados, los segundos no.
Puede haber así mismo erogaciones deducibles, que restan parte del ingreso gravado.

### Deducciones autorizadas
Las personas físicas que obtengan ingresos por actividades empresariales o servicios profesionales, podrán efectuar las siguientes deducciones:
- Devoluciones:

Las que se reciban o los descuentos o bonificaciones que se hagan, siempre que se hubiese acumulado el ingreso correspondiente.
- Adquisición de mercancías:

Las adquisiciones de mercancías, así como de materias primas, productos semiterminados o terminados, que utilicen para prestar servicios, para fabricar bienes o para enajenarlos.
- Gastos
- Inversiones

DEDUCCIONES PERSONALES

Honorarios médicos, dentales y gastos hospitalarios pagados para ti, tu cónyuge o concubino/a, tus padres, abuelos, hijos y nietos, siempre que dichas personas no hayan percibido durante el año ingresos en cantidad igual o superior a una Unidad de Medida y Actualización (UMA) elevado al año. Medicinas incluidas en facturas de hospitales; no proceden los comprobantes de farmacias. El pago de estos gastos se debe realizar mediante cheque nominativo del contribuyente, transferencia electrónica de fondos, tarjeta de crédito, de débito o de servicios. 
Honorarios médicos, dentales o de enfermería, análisis, estudios clínicos o prótesis, gastos hospitalarios, compra o alquiler de aparatos para el establecimiento o rehabilitación del paciente, derivado de las incapacidades a que se refiere el artículo 477 de la Ley Federal del Trabajo, cuando se cuente con el certificado o la constancia de incapacidad correspondiente, expedida por las instituciones públicas del Sistema Nacional de Salud, o los que deriven de una discapacidad en términos de la Ley General para la Inclusión de las Personas con Discapacidad y se cuente con el certificado de reconocimiento y calificación de discapacidad emitido por las instituciones públicas conforme a dicha Ley. La incapacidad temporal o permanente parcial o discapacidad debe ser igual o mayor a un 50% de la capacidad normal. El comprobante deberá contener la especificación de que los gastos amparados están relacionados directamente con la atención de la incapacidad o discapacidad de que se trate. No les aplica límite de deducción.

Gastos funerarios. Solamente la cantidad que no exceda de la Unidad de Medida y Actualización (UMA) elevada al año, efectuados por ti para tu cónyuge o concubino/a, así como para tus padres, abuelos, hijos y nietos. Los gastos para cubrir funerales a futuro serán deducibles en el año de calendario en que se utilicen los servicios funerales. 
Primas por seguros de gastos médicos, complementarios o independientes de los servicios de salud proporcionados por instituciones públicas de seguridad social, siempre que el beneficiario seas tú, tu cónyuge o concubino/a, o tus ascendientes o descendientes en línea recta. 
Intereses reales devengados y efectivamente pagados durante 2016 por créditos hipotecarios destinados a tu casa habitación, contratados con el sistema financiero, INFONAVIT o FOVISSSTE, entre otras, y siempre que el crédito otorgado no exceda de setecientas cincuenta mil unidades de inversión. Las instituciones que perciban ingresos por este tipo de intereses te deben proporcionar una constancia anual, a más tardar el 15 de febrero, en la que se señale, entre otros datos, el monto de los intereses nominales devengados y pagados en el año y aparezca separado el monto pagado de los intereses reales.
Donativos no onerosos ni remunerativos (que no se otorguen como pago o a cambio de servicios recibidos), cuando se den a instituciones autorizadas para recibir donativos. Consulta el Directorio de Donatarias Autorizadas. 

El monto de los donativos que se deduzcan en la Declaración anual no deben exceder de 7% de los ingresos acumulables que sirvieron de base para calcular el impuesto sobre la renta del año anterior, antes de aplicar las deducciones personales correspondientes a dicho año. 
Las aportaciones a la subcuenta de aportaciones complementarias de retiro o a las cuentas de planes personales de retiro, así como las efectuadas a la subcuenta de aportaciones voluntarias, siempre que en este último caso cumplan con los requisitos de permanencia para los planes de retiro. El monto máximo es de 10% de tus ingresos acumulables, sin que dichas aportaciones excedan de cinco Unidades de Medida y Actualización (UMA) elevadas al año. 
Transporte escolar de tus hijos o nietos siempre que sea obligatorio o se incluya en la colegiatura para todos los alumnos y se señale por separado en el comprobante correspondiente. El pago de estos gastos se debe realizar mediante cheque nominativo del contribuyente, transferencia electrónica de fondos, tarjeta de crédito, de débito o de servicios. Consulta el padrón de Escuelas con trasportación escolar obligatoria.

El importe de los estímulos fiscales por depósitos en las cuentas personales especiales para el ahorro, pagos de primas de contratos de seguro que tengan como base planes de pensiones relacionados con la edad, jubilación o retiro, así como la adquisición de acciones de sociedades de inversión. El monto que puedes deducir por estos conceptos no debe exceder de 152,000 pesos.
El importe del estímulo fiscal por pago de colegiaturas

Nota importante
El monto total de las deducciones personales (excepto gastos médicos por incapacidad y discapacidad, donativos y estímulos fiscales) no puede exceder de cinco (5) Unidades de Medida y Actualización (UMA) anuales (133,225.20 pesos) o del 15% del total de tus ingresos, incluidos los exentos, lo que resulte menor.
Las deducciones autorizadas en este Título para las personas físicas que obtengan ingresos de los Capítulos III, IV y V de este Título, deberán reunir los siguientes requisitos:
IV.       Estar amparada con el comprobante fiscal y que los pagos cuya contraprestación exceda de $2,000.00, se efectúen mediante transferencia electrónicas de fondos desde cuentas abiertas a nombre del contribuyente en instituciones que componen el sistema financiero y las entidades que para tal efecto autorice el Banco de México; cheque nominativo de la cuenta del contribuyente, tarjeta de crédito, débito, de servicios, o a través de los denominados monederos electrónicos autorizados por el Servicio de Administración Tributaria.

## Estímulo sobre colegiaturas
Para poder aplicar este estímulo, quienes hagan pagos de colegiaturas deben presentar  las facturas electrónicas correspondientes del año en curso o los archivos .XML validados y aprobados por el SAT.
Los requisitos que deben tener las facturas son los siguientes:
- Nombre del alumno y en su caso CURP.
- Indicar nivel educativo del alumno.
- RFC de la persona que paga (contribuyente).
- El total de la factura corresponda al pago de la colegiatura.
- Que la escuela esté autorizada o con reconocimiento de validez oficial de estudios de acuerdo a los términos de la Ley General de Educación.
- El pago de las colegiaturas debe realizarse por transferencia, tarjeta de crédito o débito, cheque nominativo.

Debes considerar que los límites para el pago de las colegiaturas son los siguientes:
- Preescolar                                     $ 14, 200
- Primaria                                         $ 12, 900
- Secundaria                                    $ 19, 900
- Profesional Técnico                       $ 17, 100
- Bachillerato o su Equivalente        $ 24, 500

Cuando realices en un mismo año, por una misma persona, pagos por servicios de enseñanza correspondientes a dos niveles diferentes, el límite de deducción es la que corresponda al monto mayor de dichos niveles educativos.
Declaración anual.

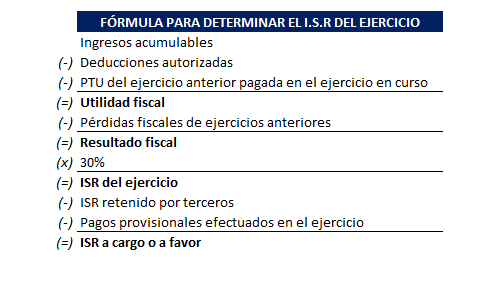
Fórmula para la determinación del ISR anual de las personas morales en México.

Es importante señalar que de acuerdo con las disposiciones fiscales mexicanas, las personales físicas que obtengan ingresos por actividades empresariales o servicios profesionales, están obligadas a presentar declaración anual en el mes de abril del año siguiente a la obtención de los ingresos. Fundamento artículo 175 de la Ley del Impuesto Sobre la Renta.
Un aspecto importante a señalar o de hacer notar es que en muchas ocasiones las personas físicas acuden ante las oficinas del Servicio de Administración Tributaria (SAT), y realizan trámites ante el SAT, (aumento de obligaciones), es decir se dan de alta con actividades empresariales y profesionales u alguna otra, pero resulta que nunca tienen ingresos y por ello se olvidan o dejan de presentar tanto sus declaraciones mensuales como las anuales. Sin embargo no consideran que el hecho de no obtener ingresos no los exime de presentar sus declaraciones; cuando en un año o ejercicio fiscal no se obtiene ingresos, las declaraciones mensuales y la anual deberán presentarse en ceros.
Cuando no se toma en cuenta esta situación la persona física corre el riesgo de ser requerida por la autoridad y también puede ser multada por el incumplimiento de sus obligaciones fiscales.
Las personas físicas con las siguientes actividades están obligadas a presentar su declaración anual:
1. Los prestadores de servicios profesionales (honorarios), entre los que podemos mencionar a médicos, abogados, contadores, ingenieros, arquitectos, etc.
2. Las personas que se dedican en general a rentar inmuebles.
3. Las personas que realizan actividades empresariales (comerciantes, industriales, agricultores, ganaderos, quienes se dedican a actividades  silvícolas, de pesca y de autotransporte).
4. Por enajenar y comprar bienes.
5. Las personas que perciben sueldos y salarios cuando:
  1. Sus ingresos sean superiores a $ 400,000
  2. Cuando comunique a su patrón que realizarán por su cuenta la declaración antes del 31 de diciembre de cada año.
  3. Si además de los ingresos por salarios obtuvieron ingresos acumulables distintos a los salarios.
  4. Cuando dejaron de prestar servicios antes del 31 de diciembre del año que se trate, o cuando hubieran prestaron servicios subordinados a dos o más empleadores en forma simultánea.
  5. Quienes obtuvieron ingresos por salarios de personas no obligadas a efectuar las retenciones, (organismos internacionales y los Estados extranjeros o embajadas).
6. Quienes obtuvieron ingreso por intereses reales superiores a los $ 100,000 Y/O $ 200,000

## Tasa de los intereses
La tasa del impuesto varía dependiendo del límite inferior en que se ubique la base, esta puede ir desde el 0% al 35% para personas físicas y del 30% para todas las personas morales en el ejercicio fiscal 2015.

## Procedimiento general de cálculo para personas físicas
|   | Concepto                | Resultado |
| - | ----------------------- | --------- |
|   | Ingresos acumulados     | $40,000.- |
| - | Deducciones autorizadas | $28,950.- |
| = | Base                    | $11,050.- |
| - | Límite inferior         | $5.952,85 |
| = | Excedente               | $5,097.15 |
| * | Tasa %                  | 06.40 %   |
| = | Impuesto                | $326.22   |
| + | Cuota fija              | $114,29   |
| = | Impuesto causado        | $440.51   |
| - | Pagos anteriores        | $0        |
| - | Retenciones             | $200      |
| = | Impuesto a pagar        | $240.51   |

A. Tarifa aplicable a pagos provisionales
1.      Tarifa para el cálculo de los pagos provisionales que se deban efectuar durante 2018, tratándose de la enajenación de inmuebles a que se refiere la regla 3.15.4., de Fiscal para 2018. [* Tablas ISR SAT Servicio de administración tributaria.]
| Límite inferior | Límite superior | Cuota fija   | Por ciento para aplicarse sobre  |
|                 |                 |              | el excedente del límite inferior |
| $               | $               | $            | %                                |
| 0.01            | 6,942.20        | 0.00         | 1.92                             |
| 6,942.21        | 58,922.16       | 133.28       | 6.40                             |
| 58,922.17       | 103,550.44      | 3,460.01     | 10.88                            |
| 103,550.45      | 120,372.83      | 8,315.57     | 16.00                            |
| 120,372.84      | 144,119.23      | 11,007.14    | 17.92                            |
| 144,119.24      | 290,667.75      | 15,262.49    | 21.36                            |
| 290,667.76      | 458,132.29      | 46,565.26    | 23.52                            |
| 458,132.30      | 874,650.00      | 85,952.92    | 30.00                            |
| 874,650.01      | 1,166,200.00    | 210,908.23   | 32.00                            |
| 1,166,200.01    | 3,498,600.00    | 304,204.21   | 34.00                            |
| 3,498,600.01    | En adelante     | 1,097,220.21 | 35.00                            |

B. Tarifas aplicables a retenciones
1.       Tarifa aplicable en función de la cantidad de trabajo realizado y no de días laborados, correspondiente a 2018, calculada en días.
| Límite inferior | Límite superior | Cuota fija | Por ciento para aplicarse sobre  |
|                 |                 |            | el excedente del límite inferior |
| $               | $               | $          | %                                |
| 0.01            | 19.03           | 0.00       | 1.92                             |
| 19.04           | 161.52          | 0.37       | 6.40                             |
| 161.53          | 283.86          | 9.48       | 10.88                            |
| 283.87          | 329.97          | 22.79      | 16.00                            |
| 329.98          | 395.06          | 30.17      | 17.92                            |
| 395.07          | 796.79          | 41.84      | 21.36                            |
| 796.80          | 1,255.85        | 127.65     | 23.52                            |
| 1,255.86        | 2,397.62        | 235.62     | 30.00                            |
| 2,397.63        | 3,196.82        | 578.15     | 32.00                            |
| 3,196.83        | 9,590.46        | 833.89     | 34.00                            |
| 9,590.47        | En adelante     | 3,007.73   | 35.00                            |

Tabla del subsidio para el empleo aplicable a la tarifa del numeral 1 del rubro B.
| Monto de ingresos que sirven de base para calcular el impuesto |                   |                                            |
| Para Ingresos de                                               | Hasta Ingresos de | Cantidad de subsidio para el empleo diario |
| $                                                              | $                 | $                                          |
| 0.01                                                           | 58.19             | 13.39                                      |
| 58.20                                                          | 87.28             | 13.38                                      |
| 87.29                                                          | 114.24            | 13.38                                      |
| 114.25                                                         | 116.38            | 12.92                                      |
| 116.39                                                         | 146.25            | 12.58                                      |
| 146.26                                                         | 155.17            | 11.65                                      |
| 155.18                                                         | 175.51            | 10.69                                      |
| 175.52                                                         | 204.76            | 9.69                                       |
| 204.77                                                         | 234.01            | 8.34                                       |
| 234.02                                                         | 242.84            | 7.16                                       |
| 242.85                                                         | En adelante       | 0.00                                       |

Tarifa que incluye el subsidio para el empleo, aplicable a la tarifa del numeral 1 del rubro B.
| Límite inferior 1 | Límite inferior 2 | Límite superior | Cuota fija | Por ciento para      | Subsidio para |
|                   |                   |                 |            | aplicarse sobre el   | el empleo     |
|                   |                   |                 |            | excedente del límite | diario        |
|                   |                   |                 |            | inferior 1           |               |
| $                 | $                 | $               | $          | %                    | $             |
| 0.01              | 0.01              | 19.03           | 0.00       | 1.92                 | 13.39         |
| 19.04             | 19.04             | 58.19           | 0.37       | 6.40                 | 13.39         |
| 19.04             | 58.20             | 87.28           | 0.37       | 6.40                 | 13.38         |
| 19.04             | 87.29             | 114.24          | 0.37       | 6.40                 | 13.38         |
| 19.04             | 114.25            | 116.38          | 0.37       | 6.40                 | 12.92         |
| 19.04             | 116.39            | 146.25          | 0.37       | 6.40                 | 12.58         |
| 19.04             | 146.26            | 155.17          | 0.37       | 6.40                 | 11.65         |
| 19.04             | 155.18            | 161.52          | 0.37       | 6.40                 | 10.69         |
| 161.53            | 161.53            | 175.51          | 9.48       | 10.88                | 10.69         |
| 161.53            | 175.52            | 204.76          | 9.48       | 10.88                | 9.69          |
| 161.53            | 204.77            | 234.01          | 9.48       | 10.88                | 8.34          |
| 161.53            | 234.02            | 242.84          | 9.48       | 10.88                | 7.16          |
| 161.53            | 242.85            | 283.86          | 9.48       | 10.88                | 0.00          |
| 283.87            | 283.87            | 329.97          | 22.79      | 16.00                | 0.00          |
| 329.98            | 329.98            | 395.06          | 30.17      | 17.92                | 0.00          |
| 395.07            | 395.07            | 796.79          | 41.84      | 21.36                | 0.00          |
| 796.80            | 796.80            | 1,255.85        | 127.65     | 23.52                | 0.00          |
| 1,255.86          | 1,255.86          | 2,397.62        | 235.62     | 30.00                | 0.00          |
| 2,397.63          | 2,397.63          | 3,196.82        | 578.15     | 32.00                | 0.00          |
| 3,196.83          | 3,196.83          | 9,590.46        | 833.89     | 34.00                | 0.00          |
| 9,590.47          | 9,590.47          | En adelante     | 3,007.73   | 35.00                | 0.00          |

2. Tarifa aplicable cuando hagan pagos que correspondan a un periodo de 7 días, correspondiente a 2018.
| Límite inferior | Límite superior | Cuota fija | Por ciento para aplicarse sobre  |
|                 |                 |            | el excedente del límite inferior |
| $               | $               | $          | %                                |
| 0.01            | 133.21          | 0.00       | 1.92                             |
| 133.22          | 1,130.64        | 2.59       | 6.40                             |
| 1,130.65        | 1,987.02        | 66.36      | 10.88                            |
| 1,987.03        | 2,309.79        | 159.53     | 16.00                            |
| 2,309.80        | 2,765.42        | 211.19     | 17.92                            |
| 2,765.43        | 5,577.53        | 292.88     | 21.36                            |
| 5,577.54        | 8,790.95        | 893.55     | 23.52                            |
| 8,790.96        | 16,783.34       | 1,649.34   | 30.00                            |
| 16,783.35       | 22,377.74       | 4,047.05   | 32.00                            |
| 22,377.75       | 67,133.22       | 5,837.23   | 34.00                            |
| 67,133.23       | En adelante     | 21,054.11  | 35.00                            |

Tabla del subsidio para el empleo aplicable a la tarifa del numeral 2 del rubro B.
| Monto de ingresos que sirven de base para calcular el impuesto |                   |                                             |
| Para Ingresos de                                               | Hasta Ingresos de | Cantidad de subsidio para el empleo semanal |
| $                                                              | $                 | $                                           |
| 0.01                                                           | 407.33            | 93.73                                       |
| 407.34                                                         | 610.96            | 93.66                                       |
| 610.97                                                         | 799.68            | 93.66                                       |
| 799.69                                                         | 814.66            | 90.44                                       |
| 814.67                                                         | 1,023.75          | 88.06                                       |
| 1,023.76                                                       | 1,086.19          | 81.55                                       |
| 1,086.20                                                       | 1,228.57          | 74.83                                       |
| 1,228.58                                                       | 1,433.32          | 67.83                                       |
| 1,433.33                                                       | 1,638.07          | 58.38                                       |
| 1,638.08                                                       | 1,699.88          | 50.12                                       |
| 1,699.89                                                       | En adelante       | 0.00                                        |

Tarifa que incluye el subsidio para el empleo, aplicable a la tarifa del numeral 2 del rubro B.
| Límite inferior 1 | Límite inferior 2 | Límite superior | Cuota fija | Por ciento para      | Subsidio para |
|                   |                   |                 |            | aplicarse sobre el   | el empleo     |
|                   |                   |                 |            | excedente del límite | semanal       |
|                   |                   |                 |            | inferior 1           |               |
| $                 | $                 | $               | $          | %                    | $             |
| 0.01              | 0.01              | 133.21          | 0.00       | 1.92                 | 93.73         |
| 133.22            | 133.22            | 407.33          | 2.59       | 6.40                 | 93.73         |
| 133.22            | 407.34            | 610.96          | 2.59       | 6.40                 | 93.66         |
| 133.22            | 610.97            | 799.68          | 2.59       | 6.40                 | 93.66         |
| 133.22            | 799.69            | 814.66          | 2.59       | 6.40                 | 90.44         |
| 133.22            | 814.67            | 1,023.75        | 2.59       | 6.40                 | 88.06         |
| 133.22            | 1,023.76          | 1,086.19        | 2.59       | 6.40                 | 81.55         |
| 133.22            | 1,086.20          | 1,130.64        | 2.59       | 6.40                 | 74.83         |
| 1,130.65          | 1,130.65          | 1,228.57        | 66.36      | 10.88                | 74.83         |
| 1,130.65          | 1,228.58          | 1,433.32        | 66.36      | 10.88                | 67.83         |
| 1,130.65          | 1,433.33          | 1,638.07        | 66.36      | 10.88                | 58.38         |
| 1,130.65          | 1,638.08          | 1,699.88        | 66.36      | 10.88                | 50.12         |
| 1,130.65          | 1,699.89          | 1,987.02        | 66.36      | 10.88                | 0.00          |
| 1,987.03          | 1,987.03          | 2,309.79        | 159.53     | 16.00                | 0.00          |
| 2,309.80          | 2,309.80          | 2,765.42        | 211.19     | 17.92                | 0.00          |
| 2,765.43          | 2,765.43          | 5,577.53        | 292.88     | 21.36                | 0.00          |
| 5,577.54          | 5,577.54          | 8,790.95        | 893.55     | 23.52                | 0.00          |
| 8,790.96          | 8,790.96          | 16,783.34       | 1,649.34   | 30.00                | 0.00          |
| 16,783.35         | 16,783.35         | 22,377.74       | 4,047.05   | 32.00                | 0.00          |
| 22,377.75         | 22,377.75         | 67,133.22       | 5,837.23   | 34.00                | 0.00          |
| 67,133.23         | 67,133.23         | En adelante     | 21,054.11  | 35.00                | 0.00          |

3. Tarifa aplicable cuando hagan pagos que correspondan a un periodo de 10 días, correspondiente a 2018.
| Límite inferior | Límite superior | Cuota fija | Por ciento para aplicarse sobre  |
|                 |                 |            | el excedente del límite inferior |
| $               | $               | $          | %                                |
| 0.01            | 190.30          | 0.00       | 1.92                             |
| 190.31          | 1,615.20        | 3.70       | 6.40                             |
| 1,615.21        | 2,838.60        | 94.80      | 10.88                            |
| 2,838.61        | 3,299.70        | 227.90     | 16.00                            |
| 3,299.71        | 3,950.60        | 301.70     | 17.92                            |
| 3,950.61        | 7,967.90        | 418.40     | 21.36                            |
| 7,967.91        | 12,558.50       | 1,276.50   | 23.52                            |
| 12,558.51       | 23,976.20       | 2,356.20   | 30.00                            |
| 23,976.21       | 31,968.20       | 5,781.50   | 32.00                            |
| 31,968.21       | 95,904.60       | 8,338.90   | 34.00                            |
| 95,904.61       | En adelante     | 30,077.30  | 35.00                            |

Tabla del subsidio para el empleo aplicable a la tarifa del numeral 3 del rubro B.
| Monto de ingresos que sirven de base para |                   |                                             |
| Para Ingresos de                          | Hasta Ingresos de | Cantidad de subsidio para el empleo decenal |
| $                                         | $                 | $                                           |
| 0.01                                      | 581.90            | 133.90                                      |
| 581.91                                    | 872.80            | 133.80                                      |
| 872.81                                    | 1,142.40          | 133.80                                      |
| 1,142.41                                  | 1,163.80          | 129.20                                      |
| 1,163.81                                  | 1,462.50          | 125.80                                      |
| 1,462.51                                  | 1,551.70          | 116.50                                      |
| 1,551.71                                  | 1,755.10          | 106.90                                      |
| 1,755.11                                  | 2,047.60          | 96.90                                       |
| 2,047.61                                  | 2,340.10          | 83.40                                       |
| 2,340.11                                  | 2,428.40          | 71.60                                       |
| 2,428.41                                  | En adelante       | 0.00                                        |

Tarifa que incluye el subsidio para el empleo, aplicable a la tarifa del numeral 3 del rubro B.
| Límite inferior 1 | Límite inferior 2 | Límite superior | Cuota fija | Por ciento para      | Subsidio para |
|                   |                   |                 |            | aplicarse sobre el   | el empleo     |
|                   |                   |                 |            | excedente del límite | decenal       |
|                   |                   |                 |            | inferior 1           |               |
| $                 | $                 | $               | $          | %                    | $             |
| 0.01              | 0.01              | 190.30          | 0.00       | 1.92                 | 133.90        |
| 190.31            | 190.31            | 581.90          | 3.70       | 6.40                 | 133.90        |
| 190.31            | 581.91            | 872.80          | 3.70       | 6.40                 | 133.80        |
| 190.31            | 872.81            | 1,142.40        | 3.70       | 6.40                 | 133.80        |
| 190.31            | 1,142.41          | 1,163.80        | 3.70       | 6.40                 | 129.20        |
| 190.31            | 1,163.81          | 1,462.50        | 3.70       | 6.40                 | 125.80        |
| 190.31            | 1,462.51          | 1,551.70        | 3.70       | 6.40                 | 116.50        |
| 190.31            | 1,551.71          | 1,615.20        | 3.70       | 6.40                 | 106.90        |
| 1,615.21          | 1,615.21          | 1,755.10        | 94.80      | 10.88                | 106.90        |
| 1,615.21          | 1,755.11          | 2,047.60        | 94.80      | 10.88                | 96.90         |
| 1,615.21          | 2,047.61          | 2,340.10        | 94.80      | 10.88                | 83.40         |
| 1,615.21          | 2,340.11          | 2,428.40        | 94.80      | 10.88                | 71.60         |
| 1,615.21          | 2,428.41          | 2,838.60        | 94.80      | 10.88                | 0.00          |
| 2,838.61          | 2,838.61          | 3,299.70        | 227.90     | 16.00                | 0.00          |
| 3,299.71          | 3,299.71          | 3,950.60        | 301.70     | 17.92                | 0.00          |
| 3,950.61          | 3,950.61          | 7,967.90        | 418.40     | 21.36                | 0.00          |
| 7,967.91          | 7,967.91          | 12,558.50       | 1,276.50   | 23.52                | 0.00          |
| 12,558.51         | 12,558.51         | 23,976.20       | 2,356.20   | 30.00                | 0.00          |
| 23,976.21         | 23,976.21         | 31,968.20       | 5,781.50   | 32.00                | 0.00          |
| 31,968.21         | 31,968.21         | 95,904.60       | 8,338.90   | 34.00                | 0.00          |
| 95,904.61         | 95,904.61         | En adelante     | 30,077.30  | 35.00                | 0.00          |

4. Tarifa aplicable cuando hagan pagos que correspondan a un periodo de 15 días, correspondiente a 2018.
| Límite inferior | Límite superior | Cuota fija | Por ciento para aplicarse sobre  |
|                 |                 |            | el excedente del límite inferior |
| $               | $               | $          | %                                |
| 0.01            | 285.45          | 0.00       | 1.92                             |
| 285.46          | 2,422.80        | 5.55       | 6.40                             |
| 2,422.81        | 4,257.90        | 142.20     | 10.88                            |
| 4,257.91        | 4,949.55        | 341.85     | 16.00                            |
| 4,949.56        | 5,925.90        | 452.55     | 17.92                            |
| 5,925.91        | 11,951.85       | 627.60     | 21.36                            |
| 11,951.86       | 18,837.75       | 1,914.75   | 23.52                            |
| 18,837.76       | 35,964.30       | 3,534.30   | 30.00                            |
| 35,964.31       | 47,952.30       | 8,672.25   | 32.00                            |
| 47,952.31       | 143,856.90      | 12,508.35  | 34.00                            |
| 143,856.91      | En adelante     | 45,115.95  | 35.00                            |

Tabla del subsidio para el empleo aplicable a la tarifa del numeral 4 del rubro B
| Monto de ingresos que sirven de base para calcular el impuesto |                   |                                               |
| Para Ingresos de                                               | Hasta Ingresos de | Cantidad de subsidio para el empleo quincenal |
| $                                                              | $                 | $                                             |
| 0.01                                                           | 872.85            | 200.85                                        |
| 872.86                                                         | 1,309.20          | 200.70                                        |
| 1,309.21                                                       | 1,713.60          | 200.70                                        |
| 1,713.61                                                       | 1,745.70          | 193.80                                        |
| 1,745.71                                                       | 2,193.75          | 188.70                                        |
| 2,193.76                                                       | 2,327.55          | 174.75                                        |
| 2,327.56                                                       | 2,632.65          | 160.35                                        |
| 2,632.66                                                       | 3,071.40          | 145.35                                        |
| 3,071.41                                                       | 3,510.15          | 125.10                                        |
| 3,510.16                                                       | 3,642.60          | 107.40                                        |
| 3,642.61                                                       | En adelante       | 0.00                                          |

Tarifa que incluye el subsidio para el empleo, aplicable a la tarifa del numeral 4 del rubro B.
| Límite inferior 1 | Límite inferior 2 | Límite superior | Cuota fija | Por ciento para      | Subsidio para |
|                   |                   |                 |            | aplicarse sobre el   | el empleo     |
|                   |                   |                 |            | excedente del límite | quincenal     |
|                   |                   |                 |            | inferior 1           |               |
| $                 | $                 | $               | $          | %                    | $             |
| 0.01              | 0.01              | 285.45          | 0.00       | 1.92                 | 200.85        |
| 285.46            | 285.46            | 872.85          | 5.55       | 6.40                 | 200.85        |
| 285.46            | 872.86            | 1,309.20        | 5.55       | 6.40                 | 200.70        |
| 285.46            | 1,309.21          | 1,713.60        | 5.55       | 6.40                 | 200.70        |
| 285.46            | 1,713.61          | 1,745.70        | 5.55       | 6.40                 | 193.80        |
| 285.46            | 1,745.71          | 2,193.75        | 5.55       | 6.40                 | 188.70        |
| 285.46            | 2,193.76          | 2,327.55        | 5.55       | 6.40                 | 174.75        |
| 285.46            | 2,327.56          | 2,422.80        | 5.55       | 6.40                 | 160.35        |
| 2,422.81          | 2,422.81          | 2,632.65        | 142.20     | 10.88                | 160.35        |
| 2,422.81          | 2,632.66          | 3,071.40        | 142.20     | 10.88                | 145.35        |
| 2,422.81          | 3,071.41          | 3,510.15        | 142.20     | 10.88                | 125.10        |
| 2,422.81          | 3,510.16          | 3,642.60        | 142.20     | 10.88                | 107.40        |
| 2,422.81          | 3,642.61          | 4,257.90        | 142.20     | 10.88                | 0.00          |
| 4,257.91          | 4,257.91          | 4,949.55        | 341.85     | 16.00                | 0.00          |
| 4,949.56          | 4,949.56          | 5,925.90        | 452.55     | 17.92                | 0.00          |
| 5,925.91          | 5,925.91          | 11,951.85       | 627.60     | 21.36                | 0.00          |
| 11,951.86         | 11,951.86         | 18,837.75       | 1,914.75   | 23.52                | 0.00          |
| 18,837.76         | 18,837.76         | 35,964.30       | 3,534.30   | 30.00                | 0.00          |
| 35,964.31         | 35,964.31         | 47,952.30       | 8,672.25   | 32.00                | 0.00          |
| 47,952.31         | 47,952.31         | 143,856.90      | 12,508.35  | 34.00                | 0.00          |
| 143,856.91        | 143,856.91        | En adelante     | 45,115.95  | 35.00                | 0.00          |

5. Tarifa aplicable durante 2018 para el cálculo de los pagos provisionales mensuales.
| Límite inferior | Límite superior | Cuota fija | Por ciento para aplicarse sobre  |
|                 |                 |            | el excedente del límite inferior |
| $               | $               | $          | %                                |
| 0.01            | 578.52          | 0.00       | 1.92                             |
| 578.53          | 4,910.18        | 11.11      | 6.40                             |
| 4,910.19        | 8,629.20        | 288.33     | 10.88                            |
| 8,629.21        | 10,031.07       | 692.96     | 16.00                            |
| 10,031.08       | 12,009.94       | 917.26     | 17.92                            |
| 12,009.95       | 24,222.31       | 1,271.87   | 21.36                            |
| 24,222.32       | 38,177.69       | 3,880.44   | 23.52                            |
| 38,177.70       | 72,887.50       | 7,162.74   | 30.00                            |
| 72,887.51       | 97,183.33       | 17,575.69  | 32.00                            |
| 97,183.34       | 291,550.00      | 25,350.35  | 34.00                            |
| 291,550.01      | En adelante     | 91,435.02  | 35.00                            |

Tabla del subsidio para el empleo aplicable a la tarifa del numeral 5 del rubro B.
| Monto de ingresos que sirven de base para calcular el impuesto |                   |                                             |
| Para Ingresos de                                               | Hasta Ingresos de | Cantidad de subsidio para el empleo mensual |
| $                                                              | $                 | $                                           |
| 0.01                                                           | 1,768.96          | 407.02                                      |
| 1,768.97                                                       | 2,653.38          | 406.83                                      |
| 2,653.39                                                       | 3,472.84          | 406.62                                      |
| 3,472.85                                                       | 3,537.87          | 392.77                                      |
| 3,537.88                                                       | 4,446.15          | 382.46                                      |
| 4,446.16                                                       | 4,717.18          | 354.23                                      |
| 4,717.19                                                       | 5,335.42          | 324.87                                      |
| 5,335.43                                                       | 6,224.67          | 294.63                                      |
| 6,224.68                                                       | 7,113.90          | 253.54                                      |
| 7,113.91                                                       | 7,382.33          | 217.61                                      |
| 7,382.34                                                       | En adelante       | 0.00                                        |

Tarifa que incluye el subsidio para el empleo, aplicable a la tarifa del numeral 5 del rubro B.
| Límite inferior 1 | Límite inferior 2 | Límite superior | Cuota fija | Por ciento para      | Subsidio para |
|                   |                   |                 |            | aplicarse sobre el   | el empleo     |
|                   |                   |                 |            | excedente del límite | mensual       |
|                   |                   |                 |            | inferior 1           |               |
| $                 | $                 | $               | $          | %                    | $             |
| 0.01              | 0.01              | 578.52          | 0.00       | 1.92                 | 407.02        |
| 578.53            | 578.53            | 1,768.96        | 11.11      | 6.40                 | 407.02        |
| 578.53            | 1,768.97          | 2,653.38        | 11.11      | 6.40                 | 406.83        |
| 578.53            | 2,653.39          | 3,472.84        | 11.11      | 6.40                 | 406.62        |
| 578.53            | 3,472.85          | 3,537.87        | 11.11      | 6.40                 | 392.77        |
| 578.53            | 3,537.88          | 4,446.15        | 11.11      | 6.40                 | 382.46        |
| 578.53            | 4,446.16          | 4,717.18        | 11.11      | 6.40                 | 354.23        |
| 578.53            | 4,717.19          | 4,910.18        | 11.11      | 6.40                 | 324.87        |
| 4,910.19          | 4,910.19          | 5,335.42        | 288.33     | 10.88                | 324.87        |
| 4,910.19          | 5,335.43          | 6,224.67        | 288.33     | 10.88                | 294.63        |
| 4,910.19          | 6,224.68          | 7,113.90        | 288.33     | 10.88                | 253.54        |
| 4,910.19          | 7,113.91          | 7,382.33        | 288.33     | 10.88                | 217.61        |
| 4,910.19          | 7,382.34          | 8,629.20        | 288.33     | 10.88                | 0.00          |
| 8,629.21          | 8,629.21          | 10,031.07       | 692.96     | 16.00                | 0.00          |
| 10,031.08         | 10,031.08         | 12,009.94       | 917.26     | 17.92                | 0.00          |
| 12,009.95         | 12,009.95         | 24,222.31       | 1,271.87   | 21.36                | 0.00          |
| 24,222.32         | 24,222.32         | 38,177.69       | 3,880.44   | 23.52                | 0.00          |
| 38,177.70         | 38,177.70         | 72,887.50       | 7,162.74   | 30.00                | 0.00          |
| 72,887.51         | 72,887.51         | 97,183.33       | 17,575.69  | 32.00                | 0.00          |
| 97,183.34         | 97,183.34         | 291,550.00      | 25,350.35  | 34.00                | 0.00          |
| 291,550.01        | 291,550.01        | En adelante     | 91,435.02  | 35.00                | 0.00          |

6. Tarifa para el pago provisional del mes de enero de 2018, aplicable a los ingresos que perciban los contribuyentes a que se refiere el Capítulo II, Sección I, del Título IV del Impuesto sobre 
| Límite inferior | Límite superior | Cuota fija | Por ciento para aplicarse sobre  |
|                 |                 |            | el excedente del límite inferior |
| $               | $               | $          | %                                |
| 0.01            | 578.52          | 0.00       | 1.92                             |
| 578.53          | 4,910.18        | 11.11      | 6.40                             |
| 4,910.19        | 8,629.20        | 288.33     | 10.88                            |
| 8,629.21        | 10,031.07       | 692.96     | 16.00                            |
| 10,031.08       | 12,009.94       | 917.26     | 17.92                            |
| 12,009.95       | 24,222.31       | 1,271.87   | 21.36                            |
| 24,222.32       | 38,177.69       | 3,880.44   | 23.52                            |
| 38,177.70       | 72,887.50       | 7,162.74   | 30.00                            |
| 72,887.51       | 97,183.33       | 17,575.69  | 32.00                            |
| 97,183.34       | 291,550.00      | 25,350.35  | 34.00                            |
| 291,550.01      | En adelante     | 91,435.02  | 35.00                            |

Tarifa para el pago provisional del mes de febrero de 2018, aplicable a los ingresos que perciban los contribuyentes a que se refiere el Capítulo II, Sección I, del Título IV del Impuesto sobre 
| Límite inferior | Límite superior | Cuota fija | Por ciento para aplicarse sobre  |
|                 |                 |            | el excedente del límite inferior |
| $               | $               | $          | %                                |
| 0.01            | 1,157.04        | 0.00       | 1.92                             |
| 1,157.05        | 9,820.36        | 22.22      | 6.40                             |
| 9,820.37        | 17,258.40       | 576.66     | 10.88                            |
| 17,258.41       | 20,062.14       | 1,385.92   | 16.00                            |
| 20,062.15       | 24,019.88       | 1,834.52   | 17.92                            |
| 24,019.89       | 48,444.62       | 2,543.74   | 21.36                            |
| 48,444.63       | 76,355.38       | 7,760.88   | 23.52                            |
| 76,355.39       | 145,775.00      | 14,325.48  | 30.00                            |
| 145,775.01      | 194,366.66      | 35,151.38  | 32.00                            |
| 194,366.67      | 583,100.00      | 50,700.70  | 34.00                            |
| 583,100.01      | En adelante     | 182,870.04 | 35.00                            |

Tarifa para el pago provisional del mes de marzo de 2018, aplicable a los ingresos que perciban los contribuyentes a que se refiere el Capítulo II, Sección I, del Título IV del Impuesto sobre 
| Límite inferior | Límite superior | Cuota fija | Por ciento para aplicarse sobre  |
|                 |                 |            | el excedente del límite inferior |
| $               | $               | $          | %                                |
| 0.01            | 1,735.56        | 0.00       | 1.92                             |
| 1,735.57        | 14,730.54       | 33.33      | 6.40                             |
| 14,730.55       | 25,887.60       | 864.99     | 10.88                            |
| 25,887.61       | 30,093.21       | 2,078.88   | 16.00                            |
| 30,093.22       | 36,029.82       | 2,751.78   | 17.92                            |
| 36,029.83       | 72,666.93       | 3,815.61   | 21.36                            |
| 72,666.94       | 114,533.07      | 11,641.32  | 23.52                            |
| 114,533.08      | 218,662.50      | 21,488.22  | 30.00                            |
| 218,662.51      | 291,549.99      | 52,727.07  | 32.00                            |
| 291,550.00      | 874,650.00      | 76,051.05  | 34.00                            |
| 874,650.01      | En adelante     | 274,305.06 | 35.00                            |

Tarifa para el pago provisional del mes de abril de 2018, aplicable a los ingresos que perciban los contribuyentes a que se refiere el Capítulo II, Sección I, del Título IV del Impuesto sobre 
| Límite inferior | Límite superior | Cuota fija | Por ciento para aplicarse sobre  |
|                 |                 |            | el excedente del límite inferior |
| $               | $               | $          | %                                |
| 0.01            | 2,314.08        | 0.00       | 1.92                             |
| 2,314.09        | 19,640.72       | 44.44      | 6.40                             |
| 19,640.73       | 34,516.80       | 1,153.32   | 10.88                            |
| 34,516.81       | 40,124.28       | 2,771.84   | 16.00                            |
| 40,124.29       | 48,039.76       | 3,669.04   | 17.92                            |
| 48,039.77       | 96,889.24       | 5,087.48   | 21.36                            |
| 96,889.25       | 152,710.76      | 15,521.76  | 23.52                            |
| 152,710.77      | 291,550.00      | 28,650.96  | 30.00                            |
| 291,550.01      | 388,733.32      | 70,302.76  | 32.00                            |
| 388,733.33      | 1,166,200.00    | 101,401.40 | 34.00                            |
| 1,166,200.01    | En adelante     | 365,740.08 | 35.00                            |

Tarifa para el pago provisional del mes de mayo de 2018, aplicable a los ingresos que perciban los contribuyentes a que se refiere el Capítulo II, Sección I, del Título IV del Impuesto sobre 
| Límite inferior | Límite superior | Cuota fija | Por ciento para aplicarse sobre  |
|                 |                 |            | el excedente del límite inferior |
| $               | $               | $          | %                                |
| 0.01            | 2,892.60        | 0.00       | 1.92                             |
| 2,892.61        | 24,550.90       | 55.55      | 6.40                             |
| 24,550.91       | 43,146.00       | 1,441.65   | 10.88                            |
| 43,146.01       | 50,155.35       | 3,464.80   | 16.00                            |
| 50,155.36       | 60,049.70       | 4,586.30   | 17.92                            |
| 60,049.71       | 121,111.55      | 6,359.35   | 21.36                            |
| 121,111.56      | 190,888.45      | 19,402.20  | 23.52                            |
| 190,888.46      | 364,437.50      | 35,813.70  | 30.00                            |
| 364,437.51      | 485,916.65      | 87,878.45  | 32.00                            |
| 485,916.66      | 1,457,750.00    | 126,751.75 | 34.00                            |
| 1,457,750.01    | En adelante     | 457,175.10 | 35.00                            |

Tarifa para el pago provisional del mes de junio de 2018, aplicable a los ingresos que perciban los contribuyentes a que se refiere el Capítulo II, Sección I, del Título IV del Impuesto sobre 
| Límite inferior | Límite superior | Cuota fija | Por ciento para aplicarse sobre  |
|                 |                 |            | el excedente del límite inferior |
| $               | $               | $          | %                                |
| 0.01            | 3,471.12        | 0.00       | 1.92                             |
| 3,471.13        | 29,461.08       | 66.66      | 6.40                             |
| 29,461.09       | 51,775.20       | 1,729.98   | 10.88                            |
| 51,775.21       | 60,186.42       | 4,157.76   | 16.00                            |
| 60,186.43       | 72,059.64       | 5,503.56   | 17.92                            |
| 72,059.65       | 145,333.86      | 7,631.22   | 21.36                            |
| 145,333.87      | 229,066.14      | 23,282.64  | 23.52                            |
| 229,066.15      | 437,325.00      | 42,976.44  | 30.00                            |
| 437,325.01      | 583,099.98      | 105,454.14 | 32.00                            |
| 583,099.99      | 1,749,300.00    | 152,102.10 | 34.00                            |
| 1,749,300.01    | En adelante     | 548,610.12 | 35.00                            |

Tarifa para el pago provisional del mes de julio de 2018, aplicable a los ingresos que perciban los contribuyentes a que se refiere el Capítulo II, Sección I, del Título IV del Impuesto sobre 
| Límite inferior | Límite superior | Cuota fija | Por ciento para aplicarse sobre  |
|                 |                 |            | el excedente del límite inferior |
| $               | $               | $          | %                                |
| 0.01            | 4,049.64        | 0.00       | 1.92                             |
| 4,049.65        | 34,371.26       | 77.77      | 6.40                             |
| 34,371.27       | 60,404.40       | 2,018.31   | 10.88                            |
| 60,404.41       | 70,217.49       | 4,850.72   | 16.00                            |
| 70,217.50       | 84,069.58       | 6,420.82   | 17.92                            |
| 84,069.59       | 169,556.17      | 8,903.09   | 21.36                            |
| 169,556.18      | 267,243.83      | 27,163.08  | 23.52                            |
| 267,243.84      | 510,212.50      | 50,139.18  | 30.00                            |
| 510,212.51      | 680,283.31      | 123,029.83 | 32.00                            |
| 680,283.32      | 2,040,850.00    | 177,452.45 | 34.00                            |
| 2,040,850.01    | En adelante     | 640,045.14 | 35.00                            |

Tarifa para el pago provisional del mes de agosto de 2018, aplicable a los ingresos que perciban los contribuyentes a que se refiere el Capítulo II, Sección I, del Título IV del Impuesto sobre 
| Límite inferior | Límite superior | Cuota fija | Por ciento para aplicarse sobre  |
|                 |                 |            | el excedente del límite inferior |
| $               | $               | $          | %                                |
| 0.01            | 4,628.16        | 0.00       | 1.92                             |
| 4,628.17        | 39,281.44       | 88.88      | 6.40                             |
| 39,281.45       | 69,033.60       | 2,306.64   | 10.88                            |
| 69,033.61       | 80,248.56       | 5,543.68   | 16.00                            |
| 80,248.57       | 96,079.52       | 7,338.08   | 17.92                            |
| 96,079.53       | 193,778.48      | 10,174.96  | 21.36                            |
| 193,778.49      | 305,421.52      | 31,043.52  | 23.52                            |
| 305,421.53      | 583,100.00      | 57,301.92  | 30.00                            |
| 583,100.01      | 777,466.64      | 140,605.52 | 32.00                            |
| 777,466.65      | 2,332,400.00    | 202,802.80 | 34.00                            |
| 2,332,400.01    | En adelante     | 731,480.16 | 35.00                            |

Tarifa para el pago provisional del mes de septiembre de 2018, aplicable a los ingresos que perciban los contribuyentes a que se refiere el Capítulo II, Sección I, del Título IV del Impuesto sobre 
| Límite inferior | Límite superior | Cuota fija | Por ciento para aplicarse sobre  |
|                 |                 |            | el excedente del límite inferior |
| $               | $               | $          | %                                |
| 0.01            | 5,206.68        | 0.00       | 1.92                             |
| 5,206.69        | 44,191.62       | 99.99      | 6.40                             |
| 44,191.63       | 77,662.80       | 2,594.97   | 10.88                            |
| 77,662.81       | 90,279.63       | 6,236.64   | 16.00                            |
| 90,279.64       | 108,089.46      | 8,255.34   | 17.92                            |
| 108,089.47      | 218,000.79      | 11,446.83  | 21.36                            |
| 218,000.80      | 343,599.21      | 34,923.96  | 23.52                            |
| 343,599.22      | 655,987.50      | 64,464.66  | 30.00                            |
| 655,987.51      | 874,649.97      | 158,181.21 | 32.00                            |
| 874,649.98      | 2,623,950.00    | 228,153.15 | 34.00                            |
| 2,623,950.01    | En adelante     | 822,915.18 | 35.00                            |

Tarifa para el pago provisional del mes de octubre de 2018, aplicable a los ingresos que perciban los contribuyentes a que se refiere el Capítulo II, Sección I, del Título IV del Impuesto sobre 
| Límite inferior | Límite superior | Cuota fija | Por ciento para aplicarse sobre  |
|                 |                 |            | el excedente del límite inferior |
| $               | $               | $          | %                                |
| 0.01            | 5,785.20        | 0.00       | 1.92                             |
| 5,785.21        | 49,101.80       | 111.10     | 6.40                             |
| 49,101.81       | 86,292.00       | 2,883.30   | 10.88                            |
| 86,292.01       | 100,310.70      | 6,929.60   | 16.00                            |
| 100,310.71      | 120,099.40      | 9,172.60   | 17.92                            |
| 120,099.41      | 242,223.10      | 12,718.70  | 21.36                            |
| 242,223.11      | 381,776.90      | 38,804.40  | 23.52                            |
| 381,776.91      | 728,875.00      | 71,627.40  | 30.00                            |
| 728,875.01      | 971,833.30      | 175,756.90 | 32.00                            |
| 971,833.31      | 2,915,500.00    | 253,503.50 | 34.00                            |
| 2,915,500.01    | En adelante     | 914,350.20 | 35.00                            |

Tarifa para el pago provisional del mes de noviembre de 2018, aplicable a los ingresos que perciban los contribuyentes a que se refiere el Capítulo II, Sección I, del Título IV del Impuesto sobre 
| Límite inferior | Límite superior | Cuota fija   | Por ciento para aplicarse sobre  |
|                 |                 |              | el excedente del límite inferior |
| $               | $               | $            | %                                |
| 0.01            | 6,363.72        | 0.00         | 1.92                             |
| 6,363.73        | 54,011.98       | 122.21       | 6.40                             |
| 54,011.99       | 94,921.20       | 3,171.63     | 10.88                            |
| 94,921.21       | 110,341.77      | 7,622.56     | 16.00                            |
| 110,341.78      | 132,109.34      | 10,089.86    | 17.92                            |
| 132,109.35      | 266,445.41      | 13,990.57    | 21.36                            |
| 266,445.42      | 419,954.59      | 42,684.84    | 23.52                            |
| 419,954.60      | 801,762.50      | 78,790.14    | 30.00                            |
| 801,762.51      | 1,069,016.63    | 193,332.59   | 32.00                            |
| 1,069,016.64    | 3,207,050.00    | 278,853.85   | 34.00                            |
| 3,207,050.01    | En adelante     | 1,005,785.22 | 35.00                            |

Tarifa para el pago provisional del mes de diciembre de 2018, aplicable a los ingresos que perciban los contribuyentes a que se refiere el Capítulo II, Sección I, del Título IV del Impuesto sobre 
| Límite inferior | Límite superior | Cuota fija   | Por ciento para aplicarse sobre  |
|                 |                 |              | el excedente del límite inferior |
| $               | $               | $            | %                                |
| 0.01            | 6,942.20        | 0.00         | 1.92                             |
| 6,942.21        | 58,922.16       | 133.28       | 6.40                             |
| 58,922.17       | 103,550.44      | 3,460.01     | 10.88                            |
| 103,550.45      | 120,372.83      | 8,315.57     | 16.00                            |
| 120,372.84      | 144,119.23      | 11,007.14    | 17.92                            |
| 144,119.24      | 290,667.75      | 15,262.49    | 21.36                            |
| 290,667.76      | 458,132.29      | 46,565.26    | 23.52                            |
| 458,132.30      | 874,650.00      | 85,952.92    | 30.00                            |
| 874,650.01      | 1,166,200.00    | 210,908.23   | 32.00                            |
| 1,166,200.01    | 3,498,600.00    | 304,204.21   | 34.00                            |
| 3,498,600.01    | En adelante     | 1,097,220.21 | 35.00                            |

Tarifa aplicable para el cálculo de los pagos provisionales mensuales correspondientes a 2018, que efectúen los contribuyentes a que se refiere el Capítulo III, del Título IV del Impuesto sobre , que obtengan ingresos por arrendamiento y en general por el otorgamiento del uso o goce temporal de bienes inmuebles.
| Límite inferior | Límite superior | Cuota fija | Por ciento para aplicarse sobre  |
|                 |                 |            | el excedente del límite inferior |
| $               | $               | $          | %                                |
| 0.01            | 578.52          | 0.00       | 1.92                             |
| 578.53          | 4,910.18        | 11.11      | 6.40                             |
| 4,910.19        | 8,629.20        | 288.33     | 10.88                            |
| 8,629.21        | 10,031.07       | 692.96     | 16.00                            |
| 10,031.08       | 12,009.94       | 917.26     | 17.92                            |
| 12,009.95       | 24,222.31       | 1,271.87   | 21.36                            |
| 24,222.32       | 38,177.69       | 3,880.44   | 23.52                            |
| 38,177.70       | 72,887.50       | 7,162.74   | 30.00                            |
| 72,887.51       | 97,183.33       | 17,575.69  | 32.00                            |
| 97,183.34       | 291,550.00      | 25,350.35  | 34.00                            |
| 291,550.01      | En adelante     | 91,435.02  | 35.00                            |

Tarifa aplicable para el cálculo de los pagos provisionales trimestrales correspondientes a 2018, que efectúen los contribuyentes a que se refiere el Capítulo III, del Título IV de  del Impuesto sobre , que obtengan ingresos por arrendamiento y en general por el otorgamiento del uso o goce temporal de bienes inmuebles.
| Límite inferior | Límite superior | Cuota fija | Por ciento para aplicarse sobre  |
|                 |                 |            | el excedente del límite inferior |
| $               | $               | $          | %                                |
| 0.01            | 1,735.56        | 0.00       | 1.92                             |
| 1,735.57        | 14,730.54       | 33.33      | 6.40                             |
| 14,730.55       | 25,887.60       | 864.99     | 10.88                            |
| 25,887.61       | 30,093.21       | 2,078.88   | 16.00                            |
| 30,093.22       | 36,029.82       | 2,751.78   | 17.92                            |
| 36,029.83       | 72,666.93       | 3,815.61   | 21.36                            |
| 72,666.94       | 114,533.07      | 11,641.32  | 23.52                            |
| 114,533.08      | 218,662.50      | 21,488.22  | 30.00                            |
| 218,662.51      | 291,549.99      | 52,727.07  | 32.00                            |
| 291,550.00      | 874,650.00      | 76,051.05  | 34.00                            |
| 874,650.01      | En adelante     | 274,305.06 | 35.00                            |

Tarifa opcional aplicable para el cálculo del pago provisional correspondiente al primer semestre de 2018, que efectúen los contribuyentes que cumplan con sus obligaciones fiscales en los términos del Capítulo VIII del Título II de  del Impuesto sobre 
| Límite inferior | Límite superior | Cuota fija | Por ciento para aplicarse sobre  |
|                 |                 |            | el excedente del límite inferior |
| $               | $               | $          | %                                |
| 0.01            | 3,471.12        | 0.00       | 1.92                             |
| 3,471.13        | 29,461.08       | 66.66      | 6.40                             |
| 29,461.09       | 51,775.20       | 1,729.98   | 10.88                            |
| 51,775.21       | 60,186.42       | 4,157.76   | 16.00                            |
| 60,186.43       | 72,059.64       | 5,503.56   | 17.92                            |
| 72,059.65       | 145,333.86      | 7,631.22   | 21.36                            |
| 145,333.87      | 229,066.14      | 23,282.64  | 23.52                            |
| 229,066.15      | 437,325.00      | 42,976.44  | 30.00                            |
| 437,325.01      | 583,099.98      | 105,454.14 | 32.00                            |
| 583,099.99      | 1,749,300.00    | 152,102.10 | 34.00                            |
| 1,749,300.01    | En adelante     | 548,610.12 | 35.00                            |

Tarifa opcional aplicable para el cálculo del pago provisional correspondiente al segundo semestre de 2018, que efectúen los contribuyentes que cumplan con sus obligaciones en los términos del Capítulo VIII del Título II de  del Impuesto sobre 
| Límite inferior | Límite superior | Cuota fija   | Por ciento para aplicarse sobre  |
|                 |                 |              | el excedente del límite inferior |
| $               | $               | $            | %                                |
| 0.01            | 6,942.20        | 0.00         | 1.92                             |
| 6,942.21        | 58,922.16       | 133.28       | 6.40                             |
| 58,922.17       | 103,550.44      | 3,460.01     | 10.88                            |
| 103,550.45      | 120,372.83      | 8,315.57     | 16.00                            |
| 120,372.84      | 144,119.23      | 11,007.14    | 17.92                            |
| 144,119.24      | 290,667.75      | 15,262.49    | 21.36                            |
| 290,667.76      | 458,132.29      | 46,565.26    | 23.52                            |
| 458,132.30      | 874,650.00      | 85,952.92    | 30.00                            |
| 874,650.01      | 1,166,200.00    | 210,908.23   | 32.00                            |
| 1,166,200.01    | 3,498,600.00    | 304,204.21   | 34.00                            |
| 3,498,600.01    | En adelante     | 1,097,220.21 | 35.00                            |

7. Tarifa aplicable a los pagos provisionales del bimestre enero-febrero de 2018, aplicable por los contribuyentes del Régimen de Incorporación Fiscal que opten por determinar los pagos bimestrales aplicando el coeficiente de utilidad, en los términos del último párrafo del artículo 111 de  del Impuesto Sobre 
| Límite inferior | Límite superior | Cuota fija | Por ciento para aplicarse sobre  |
|                 |                 |            | el excedente del límite inferior |
| $               | $               | $          | %                                |
| 0.01            | 1,157.04        | 0.00       | 1.92                             |
| 1,157.05        | 9,820.36        | 22.22      | 6.40                             |
| 9,820.37        | 17,258.40       | 576.66     | 10.88                            |
| 17,258.41       | 20,062.14       | 1,385.92   | 16.00                            |
| 20,062.15       | 24,019.88       | 1,834.52   | 17.92                            |
| 24,019.89       | 48,444.62       | 2,543.74   | 21.36                            |
| 48,444.63       | 76,355.38       | 7,760.88   | 23.52                            |
| 76,355.39       | 145,775.00      | 14,325.48  | 30.00                            |
| 145,775.01      | 194,366.66      | 35,151.38  | 32.00                            |
| 194,366.67      | 583,100.00      | 50,700.70  | 34.00                            |
| 583,100.01      | En adelante     | 182,870.04 | 35.00                            |

Tarifa aplicable a los pagos provisionales del bimestre marzo-abril de 2018, aplicable por los contribuyentes del Régimen de Incorporación Fiscal que opten por determinar los pagos bimestrales aplicando el coeficiente de utilidad, en los términos del último párrafo del artículo 111 de  del Impuesto Sobre 
| Límite inferior | Límite superior | Cuota fija | Por ciento para aplicarse sobre  |
|                 |                 |            | el excedente del límite inferior |
| $               | $               | $          | %                                |
| 0.01            | 2,314.08        | 0.00       | 1.92                             |
| 2,314.09        | 19,640.72       | 44.44      | 6.40                             |
| 19,640.73       | 34,516.80       | 1,153.32   | 10.88                            |
| 34,516.81       | 40,124.28       | 2,771.84   | 16.00                            |
| 40,124.29       | 48,039.76       | 3,669.04   | 17.92                            |
| 48,039.77       | 96,889.24       | 5,087.48   | 21.36                            |
| 96,889.25       | 152,710.76      | 15,521.76  | 23.52                            |
| 152,710.77      | 291,550.00      | 28,650.96  | 30.00                            |
| 291,550.01      | 388,733.32      | 70,302.76  | 32.00                            |
| 388,733.33      | 1,166,200.00    | 101,401.40 | 34.00                            |
| 1,166,200.01    | En adelante     | 365,740.08 | 35.00                            |

Tarifa aplicable a los pagos provisionales del bimestre mayo-junio de 2018, aplicable por los contribuyentes del Régimen de Incorporación Fiscal que opten por determinar los pagos bimestrales aplicando el coeficiente de utilidad, en los términos del último párrafo del artículo 111 de  del Impuesto Sobre 
| Límite inferior | Límite superior | Cuota fija | Por ciento para aplicarse sobre  |
|                 |                 |            | el excedente del límite inferior |
| $               | $               | $          | %                                |
| 0.01            | 3,471.12        | 0.00       | 1.92                             |
| 3,471.13        | 29,461.08       | 66.66      | 6.40                             |
| 29,461.09       | 51,775.20       | 1,729.98   | 10.88                            |
| 51,775.21       | 60,186.42       | 4,157.76   | 16.00                            |
| 60,186.43       | 72,059.64       | 5,503.56   | 17.92                            |
| 72,059.65       | 145,333.86      | 7,631.22   | 21.36                            |
| 145,333.87      | 229,066.14      | 23,282.64  | 23.52                            |
| 229,066.15      | 437,325.00      | 42,976.44  | 30.00                            |
| 437,325.01      | 583,099.98      | 105,454.14 | 32.00                            |
| 583,099.99      | 1,749,300.00    | 152,102.10 | 34.00                            |
| 1,749,300.01    | En adelante     | 548,610.12 | 35.00                            |

Tarifa aplicable a los pagos provisionales del bimestre julio-agosto de 2018, aplicable por los contribuyentes del Régimen de Incorporación Fiscal que opten por determinar los pagos bimestrales aplicando el coeficiente de utilidad, en los términos del último párrafo del artículo 111 de  del Impuesto Sobre 
| Límite inferior | Límite superior | Cuota fija | Por ciento para aplicarse sobre  |
|                 |                 |            | el excedente del límite inferior |
| $               | $               | $          | %                                |
| 0.01            | 4,628.16        | 0.00       | 1.92                             |
| 4,628.17        | 39,281.44       | 88.88      | 6.40                             |
| 39,281.45       | 69,033.60       | 2,306.64   | 10.88                            |
| 69,033.61       | 80,248.56       | 5,543.68   | 16.00                            |
| 80,248.57       | 96,079.52       | 7,338.08   | 17.92                            |
| 96,079.53       | 193,778.48      | 10,174.96  | 21.36                            |
| 193,778.49      | 305,421.52      | 31,043.52  | 23.52                            |
| 305,421.53      | 583,100.00      | 57,301.92  | 30.00                            |
| 583,100.01      | 777,466.64      | 140,605.52 | 32.00                            |
| 777,466.65      | 2,332,400.00    | 202,802.80 | 34.00                            |
| 2,332,400.01    | En adelante     | 731,480.16 | 35.00                            |

Tarifa aplicable a los pagos provisionales del bimestre septiembre-octubre de 2018, aplicable por los contribuyentes del Régimen de Incorporación Fiscal que opten por determinar los pagos bimestrales aplicando el coeficiente de utilidad, en los términos del último párrafo del artículo 111 de  del Impuesto Sobre 
| Límite inferior | Límite superior | Cuota fija | Por ciento para aplicarse sobre  |
|                 |                 |            | el excedente del límite inferior |
| $               | $               | $          | %                                |
| 0.01            | 5,785.20        | 0.00       | 1.92                             |
| 5,785.21        | 49,101.80       | 111.10     | 6.40                             |
| 49,101.81       | 86,292.00       | 2,883.30   | 10.88                            |
| 86,292.01       | 100,310.70      | 6,929.60   | 16.00                            |
| 100,310.71      | 120,099.40      | 9,172.60   | 17.92                            |
| 120,099.41      | 242,223.10      | 12,718.70  | 21.36                            |
| 242,223.11      | 381,776.90      | 38,804.40  | 23.52                            |
| 381,776.91      | 728,875.00      | 71,627.40  | 30.00                            |
| 728,875.01      | 971,833.30      | 175,756.90 | 32.00                            |
| 971,833.31      | 2,915,500.00    | 253,503.50 | 34.00                            |
| 2,915,500.01    | En adelante     | 914,350.20 | 35.00                            |

Tarifa aplicable a los pagos provisionales del bimestre noviembre-diciembre de 2018, aplicable por los contribuyentes del Régimen de Incorporación Fiscal que opten por determinar los pagos bimestrales aplicando el coeficiente de utilidad, en los términos del último párrafo del artículo 111 de  del Impuesto Sobre 
| Límite inferior | Límite superior | Cuota fija   | Por ciento para aplicarse sobre  |
|                 |                 |              | el excedente del límite inferior |
| $               | $               | $            | %                                |
| 0.01            | 6,942.20        | 0.00         | 1.92                             |
| 6,942.21        | 58,922.16       | 133.28       | 6.40                             |
| 58,922.17       | 103,550.44      | 3,460.01     | 10.88                            |
| 103,550.45      | 120,372.83      | 8,315.57     | 16.00                            |
| 120,372.84      | 144,119.23      | 11,007.14    | 17.92                            |
| 144,119.24      | 290,667.75      | 15,262.49    | 21.36                            |
| 290,667.76      | 458,132.29      | 46,565.26    | 23.52                            |
| 458,132.30      | 874,650.00      | 85,952.92    | 30.00                            |
| 874,650.01      | 1,166,200.00    | 210,908.23   | 32.00                            |
| 1,166,200.01    | 3,498,600.00    | 304,204.21   | 34.00                            |
| 3,498,600.01    | En adelante     | 1,097,220.21 | 35.00                            |